# Nokia 1209
Nokia 1209 – telefon będący następcą modelu Nokia 1208.
Korzysta z systemów GSM 900 oraz 1800. Jest wyposażony w system głośnomówiący, a także latarkę. Jego wymiary to 102x44,1x17,5 mm, a pojemność akumulatora wynosi 700 mAh. Czas gotowości 365 godzin. Czas rozmów 7 godzin. Kolorowy wyświetlacz obsługuje 65 536 kolorów. Wyświetlacz ma wymiary 96 x 68 mm.